# Parco nazionale Losinij Ostrov
Il parco nazionale Losinij Ostrov (in russo Национальный парк "Лосиный Остров", letteralmente «Isola degli Alci») è il più antico parco nazionale della Russia. È situato entro i confini dell'area metropolitana di Mosca e dell'oblast' omonimo ed è, per dimensioni, la terza foresta «urbana» più grande del mondo, dopo il Parco nazionale della montagna della Tavola (a Città del Capo) e il Parco Statale di Pedra Branca (a Rio de Janeiro).

## Geografia
La superficie totale del parco nazionale, nel 2001, era di 116,21 km². La foresta occupava 96,04 km² (l'83%) del totale, dei quali 30,77 km² (il 27%) erano compresi entro i confini dell'area metropolitana di Mosca. Oltre alla foresta, il parco comprende anche 1,69 km² (il 2%) di specchi d'acqua e 5,74 km², il 5%, di paludi. Altri 66,45 km² di territorio sono già pronti per essere aggiunti al parco.
Il parco è suddiviso in tre zone principali:
- la zona di protezione speciale, 53,94 km² (il 47%), chiusa al pubblico;
- la zona adibita alle escursioni, 31,30 km² (il 27%), aperta a un numero limitato di visitatori lungo sentieri prestabiliti;
- la zona ricreativa, 29,81 km² (il 26%), aperta a tutti.

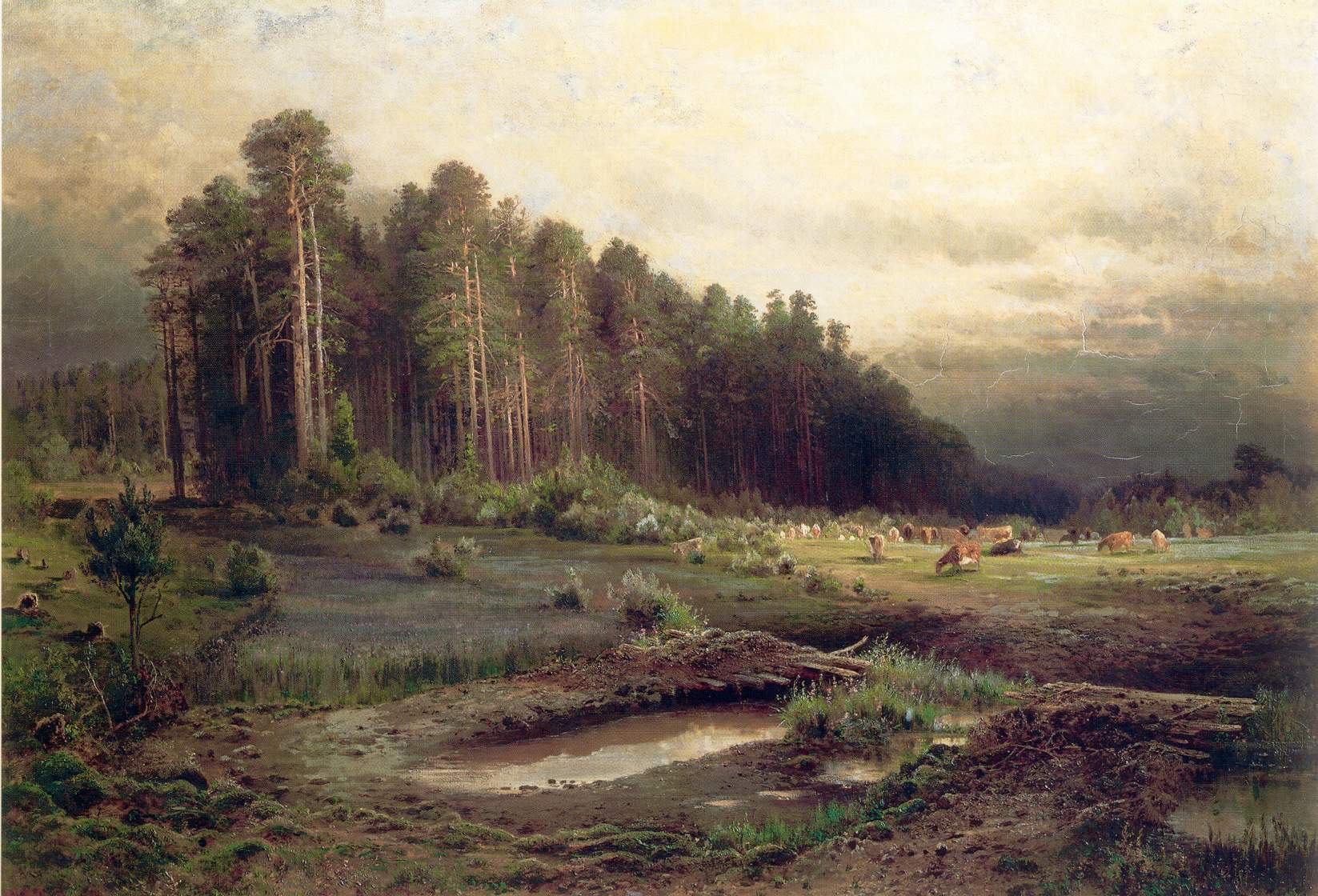
Losiny Ostrov in Sokolniki di Aleksej Savrasov (1869).

Geograficamente, il parco occupa il punto di congiunzione tra le pianure della Meščëra e la cresta di Klin-Dmitrov, che funge da spartiacque tra i fiumi Moscova e Kljaz'ma. Il rilievo è costituito da una pianura leggermente ondulata. L'altitudine varia dai 146 m (nelle pianure alluvionali del fiume Jauza) ai 175 m sul livello del mare. Nella zona centrale del parco il rilievo è pressoché pianeggiante. La zona più pittoresca del parco è quella sud-occidentale, dove le terrazze che sovrastano la pianura alluvionale del fiume Jauza si innalzano su di essa con pendii abbastanza ripidi.
Entro i confini del parco si trovano le sorgenti dei fiumi Jauza e Pechorka. Il letto originario del Jauza è andato praticamente distrutto, tra gli anni '50 e '70, a causa dell'estrazione della torba. Quello del Pechorka, invece, ha subito grandi cambiamenti dopo la costruzione della centrale idroelettrica di Akulovsk. Nel territorio scorrono vari immissari dello Jauza, tra i quali l'Ichka è il maggiore.
Entro l'area metropolitana di Mosca, il parco nazionale è attraversato dall'Anello centrale di Mosca. La stazione di Belokamennaja è situata all'interno del parco e costituisce uno dei mezzi di trasporto più agevoli per raggiungerlo. Le porzioni del parco appartenenti all'area metropolitana e all'Oblast' di Mosca sono separate dall'Anello Viario Automobilistico di Mosca, una strada multi-corsie a doppia carreggiata.

## Storia
Il parco nazionale Losinij Ostrov venne istituito nel 1983 su un'area che fin dai tempi antichi era stata riserva di caccia privata dei Gran-principi russi e degli zar. Il territorio venne dichiarato riserva nel 1799, leggi che ne limitavano lo sfruttamento forestale vennero promulgate nel 1842, e l'idea della creazione di un parco nazionale venne espressa chiaramente già nel 1909.

Il luogo veniva citato già nel XIV secolo, in particolare nei testamenti di alcuni principi russi - come Ivan Kalita, Dmitri Donskoj, Vladimir di Serpuchov e i loro discendenti. In essi si fa menzione di terre coltivate e foreste situate sul territorio dell'odierno parco nazionale. In seguito, questa regione divenne terreno di caccia per gli zar, e il territorio del futuro parco venne messo sotto protezione. Durante il Periodo dei torbidi, le attività economiche nel parco si interruppero repentinamente, e i terreni un tempo coltivati vennero nuovamente riconquistati dalla foresta. La fortuna di Losinij Ostrov come riserva di caccia si deve in particolare allo Zar Alessio. 

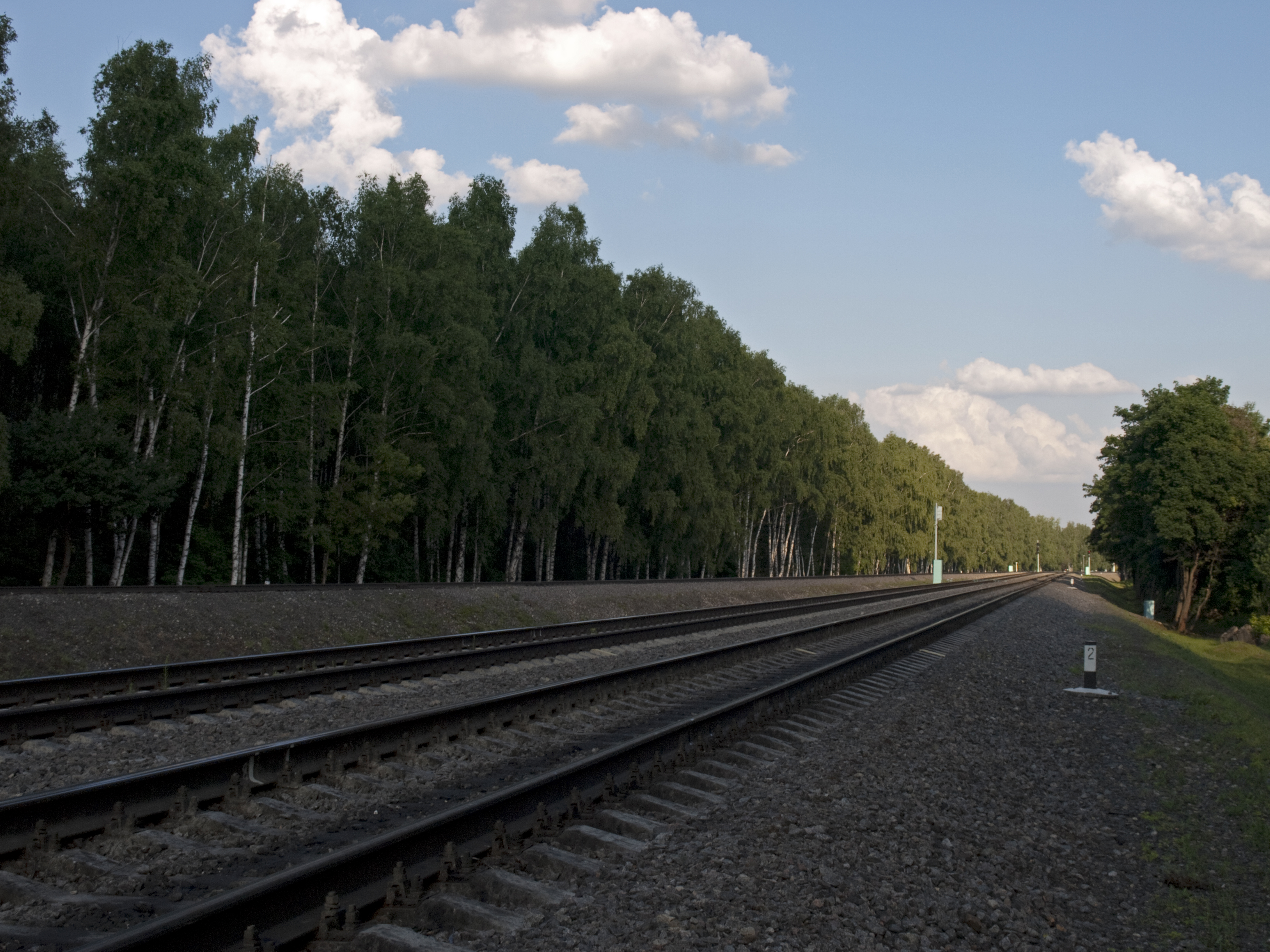
Il Piccolo Anello Ferroviario; la Stazione di Belokamennaya è di fronte.

Dopo il trasferimento della capitale a San Pietroburgo, il territorio perse il suo valore di riserva di caccia per gli zar, ma la sua protezione continuò a essere garantita dagli editti imperiali. Circa in questo periodo il territorio divenne finalmente noto come Losinij Ostrov o Pogonnij Losinij Ostrov. Nel 1798, la gestione dell'area passò sotto il controllo del neo-istituito dipartimento delle foreste. A metà del XIX secolo, tuttavia, ebbe inizio un periodo di sistematico sfruttamento forestale. Nel 1934, l'area di Losinij Ostrov venne inclusa nella cintura verde di 50 chilometri che circonda Mosca.
Una grande porzione di foresta venne abbattuta durante la Seconda Guerra Mondiale. Da allora, il futuro parco nazionale ha subito sequestri arbitrari di terreno per la coltivazioni di orti e il pascolo del bestiame e, addirittura, l'abbattimento illegale di alberi. Alla fine degli anni '50, la costruzione dell'Anello Viario Automobilistico di Mosca divise la foresta in due settori, quello interno e quello esterno (più grande). Nel 1979, la risoluzione unitaria dei deputati dei Soviet del popolo urbani e provinciali di Mosca previde la trasformazione di Losinij Ostrov in parco nazionale. Nel 1983 una decisione del Consiglio dei ministri della RSFSR portò all'istituzione del parco nazionale.